# Campionati mondiali di skeleton 1990
I Campionati mondiali di skeleton 1990, terza edizione della manifestazione organizzata dalla Federazione Internazionale di Bob e Skeleton, si tennero il 17 ed il 18 febbraio 1990 a Schönau am Königssee, in Germania Ovest, sulla pista di Königssee e fu disputata unicamente la gara del singolo vinta dall'austriaco Michael Grünberger.

## Risultati

### Singolo
La gara fu disputata il 17 ed il 18 febbraio nell'arco di quattro manches e presero parte alla competizione 63 atleti in rappresentanza di 16 differenti nazioni; campione uscente era lo svizzero Alain Wicki, non presente a questa edizione iridata, ed il titolo fu conquistato dall'austriaco Michael Grünberger davanti al connazionale Andi Schmid ed allo svizzero Gregor Stähli. Per la prima volta anche delle donne presero parte alle competizione: furono la rappresentante delle Isole Vergini Americane Stephanie McKnight e la spagnola Cristina Dolan, giunte rispettivamente in quarantesima e cinquantaquattresima posizione.
| Pos. | Atleti             | Nazione        | Tempo   | Distacco |
| ---- | ------------------ | -------------- | ------- | -------- |
|      | Michael Grünberger | Austria        | 3'22"08 |          |
|      | Andi Schmid        | Austria        | 3'22"13 | +0"05    |
|      | Gregor Stähli      | Svizzera       | 3'22"85 | +0"77    |
| 4    | Thomas Platzer     | Germania Ovest | 3'23"33 | +1"25    |
| 5    | Martin Thaler      | Austria        | 3'23"35 | +1"27    |
| 6    | Richard Baumann    | Germania Ovest | 3'23"43 | +1"35    |
| 7    | Fred Markl         | Germania Ovest | 3'23"50 | +1"42    |
| 8    | Franz Plangger     | Austria        | 3'23"60 | +1"52    |
| 9    | Urs Vescoli        | Svizzera       | 3'24"10 | +2"02    |
| 10   | Orvie Garrett      | Stati Uniti    | 3'24"65 | +2"57    |

## Medagliere
| Posizione | Nazione  | Oro | Argento | Bronzo | Totale |
| --------- | -------- | --- | ------- | ------ | ------ |
| 1         | Austria  | 1   | 1       | 0      | 2      |
| 2         | Svizzera | 0   | 0       | 1      | 1      |
| Totale    | Totale   | 1   | 1       | 1      | 3      |